# Římskokatolická farnost Loučka u Lipníka nad Bečvou
Římskokatolická farnost Loučka u Lipníka nad Bečvou  je územní společenství římských katolíků s farním kostelem svatého Karla Boromejského v děkanátu Hranice. 

## Historie farnosti
První zmínka o vsi je datována rokem 1374. Farní kostel pochází z roku 1769. Roku 1869 byla v obci zřízena samostatná duchovní správa. 

## Duchovní správci
Farnost v současnosti nemá vlastního faráře a je spravována excurrendo některým knězem z okolí:
- R. D. Mgr. Petr Utíkal (2015–2025, farář v Jezernici)
- R. D. ICLic. Mgr. Vít Hlavica (2025–součanost, farář v Lipníku nad Bečvou)

## Bohoslužby
Z důvodu snižujícího se počtu kněží nejsou ve farnosti od srpna 2025 pravidelné nedělní bohoslužby.
| Kostel                     | Místo  | Bohoslužba (den)                         | Hodina | Poznámka     |
| -------------------------- | ------ | ---------------------------------------- | ------ | ------------ |
| svatého Karla Boromejského | Loučka | 2. sobota v měsíci (s nedělní platností) | 18:00  | farní kostel |
| svatého Karla Boromejského | Loučka | středa                                   | 18:00  | farní kostel |

## Aktivity ve farnosti
Ve farnosti se pravidelně koná tříkrálová sbírka.
Pro farnosti Jezernice, Loučka, Podhoří a Dolní Újezd vychází každý měsíc farní časopis.